# Francisco Carabaño Aponte
Francisco Carabaño Aponte (Cumaná, Provincia de Venezuela, Imperio español, 6 de septiembre de 1781- Cariaco, Estado Sucre, Venezuela, 19 de agosto de 1848) fue un militar venezolano.

## Familia
Fue hijo del mariscal de campo Francisco Carabaño y de María Margarita Aponte. Es hermano de Miguel y Fernando Carabaño Aponte, quienes lucharon en la Guerra de Independencia de Venezuela. En 1832 Contrajo matrimonio en La Guaira con Rosa Hernández Chaves.

## Carrera
En España realizó sus estudios militares y prestó servicios en el Real Ejército Español, como subteniente. En 1809 regresó a Venezuela, se incorporó como teniente al ejército patriota y formó parte de la Sociedad Patriótica. En 1811 toma parte en la Campaña de Valencia, donde resultó herido. Fue gobernador de Caracas en 1812 y protestó por la Capitulación de San Mateo, Domingo de Monteverde lo hace prisionero.
Hizo campaña en los años de 1813 y 1814, cayó prisionero y el 25 de septiembre de 1815 fue remitido a Ceuta, de allí fue enviado a España, donde estuvo preso en La Carraca, después al castillo Santa Catalina y luego a Algeciras. En 1820 sale en libertad y es electo diputado por la Junta Electoral de Madrid para representar a Venezuela ante las Cortes, donde denunció las crueldades llevadas a cabo por José Tomás Boves, Francisco Tomás Morales y Pablo Morillo. En 1821, participa en el Trienio Liberal, al lado de Rafael del Riego y Antonio Quiroga.
Regresa a Venezuela en 1822 y forma parte en el sitio de Puerto Cabello. En 1823, se desempeña como comandante de armas. Fue diputado del Congreso de la Gran Colombia por la provincia de Caracas en 1824. En 1828 fue jefe civil y militar de La Guaira. En 1830 fue diputado al Congreso de Valencia por el estado Carabobo y secretario del Despacho de Guerra y Marina.
Al estallar la Revolución de las Reformas en 1835 Carabaño se une a ella, pero al ser derrotado el movimiento y restituido el presidente José María Vargas, es hecho prisionero, enjuiciado y en enero de 1836 fue condenado a muerte. Sin embargo, meses más tarde la sentencia se le conmutó por el destierro perpetuo. Permanece 8 años en Curazao y en 1844 regresa a Venezuela una vez que fue rehabilitado por José Antonio Páez, en su grado con el goce del título y condecoraciones. En 1847 es nombrado comandante de armas de la provincia de Cumaná por José Tadeo Monagas y al año siguiente, jefe de operaciones de la región oriental de Venezuela.

## Asesinato
Murió asesinado en las cercanías de Cariaco, por el indio Juan Antonio Salcedo, cuando marchaba de Cumaná a la costa de Paria a combatir a los alzados. Sus restos reposan en el Panteón Nacional de Venezuela desde el 18 de mayo de 1876.